# ヤマショウズ望月貴徳のグッドタイムミュージック
ヤマショウズ望月貴徳のグッドタイムミュージック（ヤマショウズもちづきたかのりのグッドタイムミュージック）は、あづみ野エフエム放送およびミュージックバードで放送されていたラジオ番組である。

## 概要
ヤマショウズのリーダー・望月貴徳がパーソナリティーを務める音楽番組。長野県安曇野市のあづみ野エフエム放送のスタジオから、ミュージックバードを経由して全国のコミュニティーFM局にネットされていた。
番組名の「グッドタイムミュージック」とは、「楽しい音楽の時間」という意味ではなく、Elfの「Good Time Music」からきている。
2019年3月29日の放送で、同年4月の改変に合わせ、一部のコミュニティFMでは番組が打ち切られることを明かした。その後も番組は継続したが、あづみ野FMで収録したものを、ミュージックバードの深夜のコミュニティFM放送枠のみで放送されるようになった。2019年6月27日をもって、あづみ野FMからの放送を数えると約6年にわたった番組が終了した。
過去には、あづみ野エフエム放送で月曜から金曜日にかけて20時から1時間の生放送番組として放送されていた（金曜日には20時からその週の放送分を再放送していた）。その後、レギュラー番組化され、金曜の20時から58分間の放送（翌土曜23時から再放送）となった。

## 企画
オープニングソング／エンディングソング
望月貴徳がセレクトした曲をかけている。
メッセージ
リスナーからのお便りを、番組オープニングと番組エンディングに読む。
チョイス ザ ミュージック
毎週、邦楽・洋楽は一切問わず、一組のアーティストや、ロックの名盤にスポットを当てて曲を紹介する。
シネマ ザ ミュージック
毎週、邦画・洋画の別は一切問わず、映画作品、およびその主題歌を紹介する。